# Возач (филм из 2011)
Возач (енгл. Drive) амерички је независни филм из 2011. данског режисера Николаса Виндинга Рефна, а који су, уз остале, продуцирали Џон Палермо и Марк Плат. Иако Возач има неколико заједничких особина са филмом Волтера Хила из 1978. сличног наслова, The Driver, настао је као адаптација истоименог романа Џејмса Салиса објављеног 2005. године, а према сценарију Хосеина Аминија.
Као и у самој књизи, главни јунак је холивудски каскадер (игра га Гозлинг) који додатно зарађује тако што као возач помаже криминалцима да побегну са места пљачке. Пре него што је у септембру 2011. године постављен на биоскопски репертоар, филм је приказан на више фестивала. На 64. Канском филмском фестивалу, Возач је добио похвале, а на пројекцији је доживео овације, док је Виндинг Рефн добио награду за најбољег режисера. Критичари су филму дали позитивне критике, при чему су га многи упоредили са делима из претходних деценија. Похвале су упућене и глумачким остварењима Рајана Гозлинга и Алберта Брукса. Иако је на биоскопским благајнама постигао скроман успех, филм је у међувремену стекао статус култног остварења.
Виндинг Рефн је изјавио да је Возач снимљен под утицајем филмова Ноћ вештица и The Transporter и да представља омаж филму Таксиста и филмовима Алехандра Ходоровског.

## Радња
Мушкарац познат само по надимку „Возач” ради као аутомеханичар, каскадер и хонорарни возач за криминалне акције у Лос Анђелесу. Свим његовим пословима управља Шенон, власник аутомеханичарске радионице, који се труди да убеди јеврејског мафијаша Бернија Роуза и његовог италијанско-америчког ортака Нина „Изија” Паолоција да купе аутомобил у ком би се Возач тркао. Возач се упознаје са Ајрин, новом комшиницом, и зближава се са њом и Бенисиом, њеним малим сином. Њихова веза бива прекинута изласком из затвора Стандарда Габријела, њеног мужа. Стандард дугује новац за заштиту из времена проведеног у затвору и бива нападнут од стране албанског гангстера Криса Кука, који захтева да Стандард опљачка залагаоницу ради 40.000 долара да би отплатио дуг, претећи да ће у супротном наудити Бенисију и Ајрин. Сазнавши за то, Возач нуди да буде возач током пљачке залагаонице.
Док Возач чека испред залагаонице са Бланш, Куковом саучесницом, власник залагаонице убија Стандарда. Возача и Бланш затим почиње да јури други аутомобил. Возач се са Бланш сакрије у једном мотелу, где сазнаје да власник залагаонице тврди да је Стандард био једини починилац и да није украден ни динар. На Бланшину лаж да није видела други аутомобил, Возач одговара шамаром и претњом. Бланш признаје да је у торби милион долара, као и и да су она и Кук намеравали да украду новац за себе помоћу аутомобила који их је јурио. Бланш одлази до тоалета и бива убијена из сачмарице од стране једног од двојице Кукових нападача, ког Возач потом смртно убада, док другог убија сачмарицом.
У аутомеханичарској радионици, Шенон нуди да сакрије новац, али Возач одбија. Возач проналази Кука у стриптиз клубу и прети да ће га убити. Кук открива да иза пљачке стоји Нино. Возач га зове, нудећи да му врати новац у замену за излазак из посла. Нино одбија и шаље убицу у зграду где живе Возач и Ајрин. Возач говори љутитој Ајрин за пљачку и смрт њеног мужа. По њиховом уласку у лифт, Возач примећује убицу. Возач љуби Ајрин, а затим брутално насмрт гази убицу, ужасавајући Ајрин. Закључивши да Нино његову адресу није открио сâм, Возач одлази код Шенона, који открива да је звао Бернија да му каже за новац, при чему је махинално поменуо и Ајрин. Бесни Возач говори Шенону да бежи, упозоравајући га да ће Нино сигурно тражити обојицу.
У својој пицерији, Нино открива Бернију да је новац у залагаоници сакрио ситан филаделфијски припадник моћне италијанско-америчке Мафије источне обале, јер намерава да га искористи за започињање новог посла. Будући да би свако повезан са пљачком могао да доведе Италијане до њих, сви умешани морају бити убијени. Нино убеђује Бернија да га подржи. Берни убија Кука, јединог сведока њиховог договора. Након што Шенон у радионици одбије да открије где се налази Возач, Берни му сече подлактицу бритвом и тако га убија.
Бесан и очајан због проналаска Шеноновог леша у радионици, Возач навлачи гумену каскадерску маску, прати Нина од пицерије до приобалног аутопута и гура му ауто на плажу. Возач јури Нина према океану и дави га. Потом зове Ајрин и даје јој на знање да се неће вратити и да су она и Бенисио били најбољи део његовог живота. Возач се састаје са Бернијем, који обећава да ће у замену за новац Ајрин бити безбедна. Након што му дâ новац, Берни га убада у трбух, али Возач вади сопствени нож и насмрт га убада. Возач успева да побегне, док Бернијев леш лежи на паркингу поред торбе с новцем. Ајрин куца на врата Возачевог стана и одлази када нико не отвори. Иако тешко рањен, Возач се одвози у ноћ.

## Улоге
| Глумац            | Улога              |
| ----------------- | ------------------ |
| Рајан Гозлинг     | Возач              |
| Кери Малиган      | Ајрин Габријел     |
| Брајан Кранстон   | Шенон              |
| Кристина Хендрикс | Бланш              |
| Рон Перлман       | Нино „Изи” Паолоци |
| Алберт Брукс      | Берни Роуз         |
| Оскар Ајзак       | Стандард Габријел  |